# Complexo de Qutb Minar
Qutb Minar (em hindi:  क़ुतुब, em urdu:  قطب پرِسر‎), também escrito Qutub ou Qutab, é um conjunto de monumentos e edifícios localizado em Merauli, Nova Déli, na Índia. A construção do Qutb Minar foi concebida como uma "Torre da Vitória" em comemoração da vitória de Muizadim Maomé sobre o rei rajapute Prithviraj Chauhan em 1192 AD. Anteriormente, o complexo alojava um conjunto de vinte e sete templos hindus e jainistas que foram demolidos para utilizar material na construção da Mesquita Quwwat-ul-Islam, ao lado do Qutb Minar, no complexo de Cutabe, que foi construído nas ruínas do Forte Lalcote, construído pelo governante rajapute Tomar Ananguepal, em 739 AD.
O complexo foi ampliado por muitos governantes posteriores, como Firuz Xá Tuguelaque e Aladim Quilji, além dos britânicos. Algumas construções do complexo são o Qutb Minar, a Mesquita Quwwat ul-Islam, a Porta Alai, o Alai Minar, o pilar de ferro e os túmulos de Iltutemis, Aladim Quilji e Imame Zamim; cercado por ruínas de templos jainistas. Ao todo, o governante islâmico fanático Cobadim Aibaque destruiu os vinte e sete templos hindus e jainistas que existiam no local e reutilizou o material dos edifícios, que foram usados na construção da Mesquita Quwwat-ul-Islam e do Qutb Minar, conforme diz uma inscrição persa que existe na porta leste interno do complexo.
Hoje, a área adjacente por onde está distribuída uma série de monumentos antigos, incluindo o túmulo de Balbã, é mantida pelo Levantamento Arqueológico da Índia (ASI) como Parque Arqueológico de Mehrauli e o INTACH (Indian National Trust for Art and Cultural Heritage) restaurou cerca de 40 dos monumentos do complexo. O local também sedia todos os anos o "Festival de Cutabe", realizado em novembro e dezembro, onde artistas, músicos e dançarinos fazem apresentações ao longo de três dias. O complexo de Cutabe, com 3,9 milhões de visitantes, foi o monumento mais visitado da Índia em 2006, à frente do Taj Mahal, que atraiu cerca de 2,5 milhões de visitantes.